# Ribeira Grande (Açores)
A Ribeira Grande é uma cidade portuguesa na ilha de São Miguel, Região Autónoma dos Açores, com uma população de 12 762 habitantes (2021).
É sede do município da Ribeira Grande com 180,15 km² de área e 32 112 habitantes (2011), subdividido em 14 freguesias. O município é limitado a leste pelo município de Nordeste, a sul pelos de Povoação, Vila Franca do Campo e Lagoa, a oeste pelo de Ponta Delgada, e a norte tem costa no oceano Atlântico.
A vila da Ribeira Grande foi elevada à categoria de cidade a 29 de junho de 1981.

## Freguesias
As 14 freguesias que constituem o município da Ribeira Grande são as seguintes:
- Calhetas
- Conceição
- Fenais da Ajuda
- Lomba da Maia
- Lomba de São Pedro
- Maia
- Matriz
- Pico da Pedra
- Porto Formoso
- Rabo de Peixe
- Ribeira Seca
- Ribeirinha
- Santa Bárbara
- São Brás

## Património
- Câmara Municipal da Ribeira Grande
- Central Geotérmica do Pico Vermelho
- Igreja de Nossa Senhora da Conceição (Ribeira Grande)
- Igreja Matriz de Nossa Senhora da Estrela
- Igreja de São Francisco (Ribeira Grande)
- Igreja do Espírito Santo
- Ermida de Santo André
- Ermida de Santa Luzia
- Ermida de Nossa Senhora da Salvação
- Fabrica de Chá do Porto Formoso
- Termas das Caldeiras da Ribeira Grande

## Personalidades ilustres
- Conde da Ribeira Grande e Marquês da Ribeira Grande
- José de Oliveira San-Bento
- Madre Margarida do Apocalipse

## População
| Número de habitantes *                   | Número de habitantes * | Número de habitantes * | Número de habitantes * | Número de habitantes * | Número de habitantes * | Número de habitantes * | Número de habitantes * | Número de habitantes * | Número de habitantes * | Número de habitantes * | Número de habitantes * | Número de habitantes * | Número de habitantes * | Número de habitantes * | Número de habitantes * |
| ---------------------------------------- | ---------------------- | ---------------------- | ---------------------- | ---------------------- | ---------------------- | ---------------------- | ---------------------- | ---------------------- | ---------------------- | ---------------------- | ---------------------- | ---------------------- | ---------------------- | ---------------------- | ---------------------- |
| 1864                                     | 1878                   | 1890                   | 1900                   | 1911                   | 1920                   | 1930                   | 1940                   | 1950                   | 1960                   | 1970                   | 1981                   | 1991                   | 2001                   | 2011                   | 2021                   |
| 23 728                                   | 26 798                 | 25 223                 | 25 778                 | 25 302                 | 25 218                 | 28 486                 | 32 937                 | 37 524                 | 39 597                 | 32 165                 | 28 128                 | 27 163                 | 28 462                 | 32 112                 | 31 388                 |
| Número de habitantes por Grupo Etário ** |                        |                        |                        |                        |                        |                        |                        |                        |                        |                        |                        |                        |                        |                        |                        |
|                                          |                        |                        | 1900                   | 1911                   | 1920                   | 1930                   | 1940                   | 1950                   | 1960                   | 1970                   | 1981                   | 1991                   | 2001                   | 2011                   | 2021                   |
| 0-14 Anos                                | 0-14 Anos              | 0-14 Anos              | 8 306                  | 8 878                  | 9 061                  | 10 673                 | 12 342                 | 12 747                 | 15 009                 | 12 515                 | S/ dados               | 9 153                  | 7 912                  | 7 489                  | 5 905                  |
| 15-24 Anos                               | 15-24 Anos             | 15-24 Anos             | 4 803                  | 4 182                  | 4 381                  | 4 840                  | 6 156                  | 7 235                  | 6 564                  | 5 430                  | S/ dados               | 4 899                  | 5 543                  | 5 298                  | 4 465                  |
| 25-64 Anos                               | 25-64 Anos             | 25-64 Anos             | 10 811                 | 10 341                 | 9 874                  | 10 910                 | 12 520                 | 15 172                 | 15 926                 | 11 835                 | S/ dados               | 10 457                 | 12 308                 | 16 568                 | 17 677                 |
| = ou > 65 Anos                           | = ou > 65 Anos         | = ou > 65 Anos         | 1 621                  | 1 766                  | 1 857                  | 1 637                  | 1 778                  | 1 880                  | 2 098                  | 2 385                  | S/ dados               | 2 654                  | 2 699                  | 2 757                  | 3 341                  |

- Número de habitantes "residentes", ou seja, que tinham a residência oficial neste concelho à data em que os censos  se realizaram.

- - De 1900 a 1950 os dados referem-se à população "de facto", ou seja, que estava presente no concelho à data em que os censos se realizaram. Daí que se registem algumas diferenças relativamente à designada população residente

## Cultura
- Museu da Emigração Açoriana - Nasceu a partir de obras de adaptação no antigo mercado do peixe daquela cidade. Foi inaugurado a 9 de setembro de 2005 nas antigas instalações do Barracão de Peixe, com o intuito de ser um espaço de memória de um dos fenómenos sociais açorianos mais marcantes dos últimos séculos, mas também para apoiar os emigrantes, a nível informativo e logístico, e para reforçar a oferta turística regional. [10]

- Arquipélago - Centro de Artes Contemporâneas - Inaugurado em maio de 2015[11], este centro é constituído por uma loja/livraria, oficinas, centro de exposições, centro documental, centro de produção audiovisual e uma blackbox

- Museu Municipal - É um museu de cariz etnográfico, inaugurado a 29 de junho de 1985.

- Museu Casa do Arcano - Inaugurado a 7 de setembro de 2009, é um espaço dedicado à vida e obra de Madre Margarida do Apocalipse

- Museu de Tabaco da Maia - É um museu vocacionado para a investigação, documentação, conservação, interpretação e divulgação da agro-indústria do tabaco.

- A Ponte dos Oito Arcos no centro histórico da cidade foi construída entre 1888 e 1893.[12]

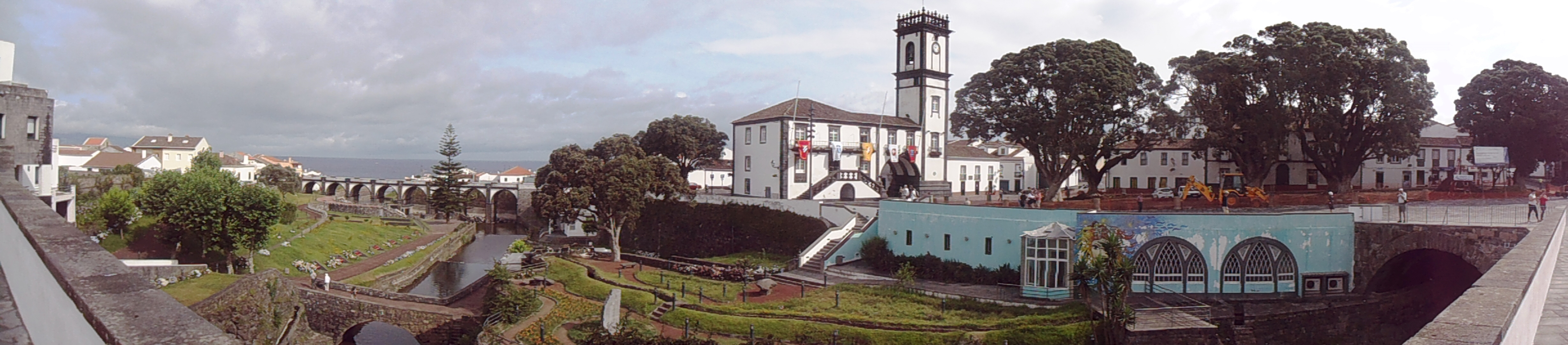
Vista panorâmica do centro histórico da Ribeira Grande. Ao centro o edifício da Câmara Municipal; ao fundo, à esquerda, a Ponte dos Oito Arcos.